# Васько Роман Володимирович
Роман Володимирович Васько́ (нар. 21 травня 1959) — український вчений, заслужений працівник освіти України, доктор філологічних наук, професор кафедри германської і фіно-угорської філології Київського національного лінгвістичного університету, з 2010 року ректор  Київського національного лінгвістичного університету.

## Наукові ступені
У 1997 захистив кандидатську дисертацію на тему: «Лінійна синтагматика кінакем у консонантних групах готської мови». 
У 2007 році захистив докторську дисертацію на тему: «Первинні фонологічні одиниці в системі консонантизму давньогерманських мов.» 

## Кар'єра
Близько 30 років присвятив педагогічній та науковій діяльності. З 2010 року обіймає посаду ректора КНЛУ.

## Політична кар'єра
У 2012 році включений до виборчого списку Партії Наталії Королевської "Україна - Вперед!" під № 4. Партія не подолала прохідний бар'єр. Унаслідок неоднозначної позиції адміністрації КНЛУ під час Євромайдану, 25 лютого 2014 року студенти провели мітинг проти Романа Васька, вимагаючи його звільнення .

## Основні публікації
Підручник «Граматика готської мови» (2008).
Статті:
- Становлення системи приголосних фонем данської мови.
- Синтагматика модальних первинних фонологічних одиниць в ініціальних консонантних групах давньоанглійської мови.
- Development of the Consonantal System from Proto-Scandinavian to Old West Scandinavian and Old East Scandinavian.
- Внутрішня (нелінійна) та міжфонемна (лінійна) синтагматика первинних фонологічних одиниць.
- Diachronic Phonology as a Core Course in the University English Language Training.

## Наукові погляди
У своїй докторській дисертації автор висвітлює теоретичні проблеми еволюції парадигматичних систем первинних фонологічних одиниць і систем фонологічних опозицій консонантизму давньогерманських мов. Дотримується фонологічної теорії В. Я. Плоткіна (фонема не є найдрібнішою фонологічною одиницею, вона складається з блоків кінакем.) Стверджує, що кінакема - первинна фонологічна одиниця, мінімальна фонаційна робота. Проаналізував синтагматичні відношення первинних фонологічних одиниць у ініціальних і фінальних консонантних групах приголосних фонем давньоанглійської, давньосаксонської й давньоісландської мов.